# Cimabue
Cenni di Pepo, (Giovanni) Cimabue (c. 1240 — c. 1302), també conegut com a Bencivieni di Pepo o Benvenuto di Giuseppe, fou un pintor italià i creador de mosaics florentí. Fou el mentor de Giotto, que revolucionà la pintura italiana. Se'l considera l'últim gran pintor de la tradició romana d'Orient. L'art d'aquest període inclou escenes i formes que apareixen de manera relativament plana i molt estilitzada. Cimabue fou un pioner del canvi vers el naturalisme, i les seves figures tenien proporcions i ombres més realistes.

## Biografia
A causa dels pocs documents relatius a ell que han sobreviscut el pas del temps, no es coneix gaire cosa sobre la vida de Cimabue. Nasqué a Florència. La seva carrera fou descrita en Le Vite, de Giorgio Vasari, considerat per molts com el primer llibre d'història de l'art, tot i que fou acabat dos segles després de la mort de Cimabue. Tot i que és un dels pocs documents primerencs que tenim d'ell, no se'n coneix la precisió. Vasari escrigué que, durant la seva joventut, Cimabue "no estudiava les lletres, sinó que es passava tota l'estona cobrint el paper i els llibres amb dibuixos de persones, cavalls, cases i altres coses que s'empescava". Tanmateix, aquest tipus d'anècdotes sobre la devoció a l'art precoç són comunes en les biografies dels artistes dels segles xvi i xvii. Se'l menciona al Purgatori de Dant.
Morí a Pisa.

## Obres
Considerant els encàrrecs que rebia, sembla que Cimabue era un artista reconegut en el seu temps. Mentre treballava a Florència, Duccio era l'artista principal, i possiblement el seu rival, a Siena. Cimabue rebé un encàrrec de dos frescs de grans dimensions per a la basílica de Sant Francesc d'Assís. Es troben als murs dels transseptes: són una Crucifixió i un Davallament de la creu. Desafortunadament, actualment aquestes obres no són més que ombres del que foren originalment. Durant l'ocupació de l'edifici per tropes franceses invasores, es calà foc a la palla, i l'incendi malmeté seriosament els frescs. La pintura blanca estava composta en part d'argent, que s'oxidà i es tornà negre, fent que les cares i la majoria de la roba de les figures quedés en negatiu.

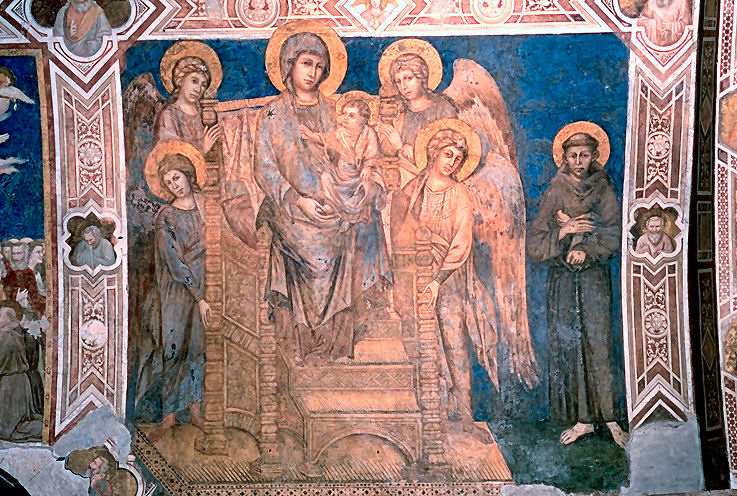
La Mare de Déu de Sant Francesc

Una altra obra, per desgràcia malmesa, és el gran Crucifix de la basílica de Santa Croce a Florència. És l'obra d'art més important que es perdé durant les inundacions de Florència el 1966. Gran part de la pintura del cos i de la cara quedà esborrada.
Entre les poques obres que queden de Cimabue, hi ha la Madonna di Santa Trinita, que abans es trobava a l'església de Santa Trinita i ara està a la Galleria degli Uffizi.
A la basílica inferior de Sant Francesc a Assís hi ha un fresc extremament important, que mostra la Mare de Déu i Crist nen en un tron amb àngels i sant Francesc. Es diu que Cimabue feu aquesta obra a la seva vellesa.
Hi ha dues pintures de molta qualitat addicionals atribuïdes a Cimabue. La flagel·lació de Crist fou comprada per la Frick Collection de Nova York el 1950 i durant molt de temps no se'n conegué l'autoria. Però, el 2000, la National Gallery de Londres adquirí La Verge i el nen entronats amb dos àngels, que tenia moltes semblances (dimensions, materials, marges vermells, marges amb incisos, etc.) amb La flagel·lació. Actualment, es creu que ambdues pintures formen part d'una única obra, un retaule díptic o tríptic, i sembla bastant segur que Cimabue en fou l'autor. Han estat datades el 1280. La Verge i el nen fou cedida a la Frick Collection durant uns quants mesos a finals del 2006, perquè ambdues obres poguessin ser vistes conjuntament.

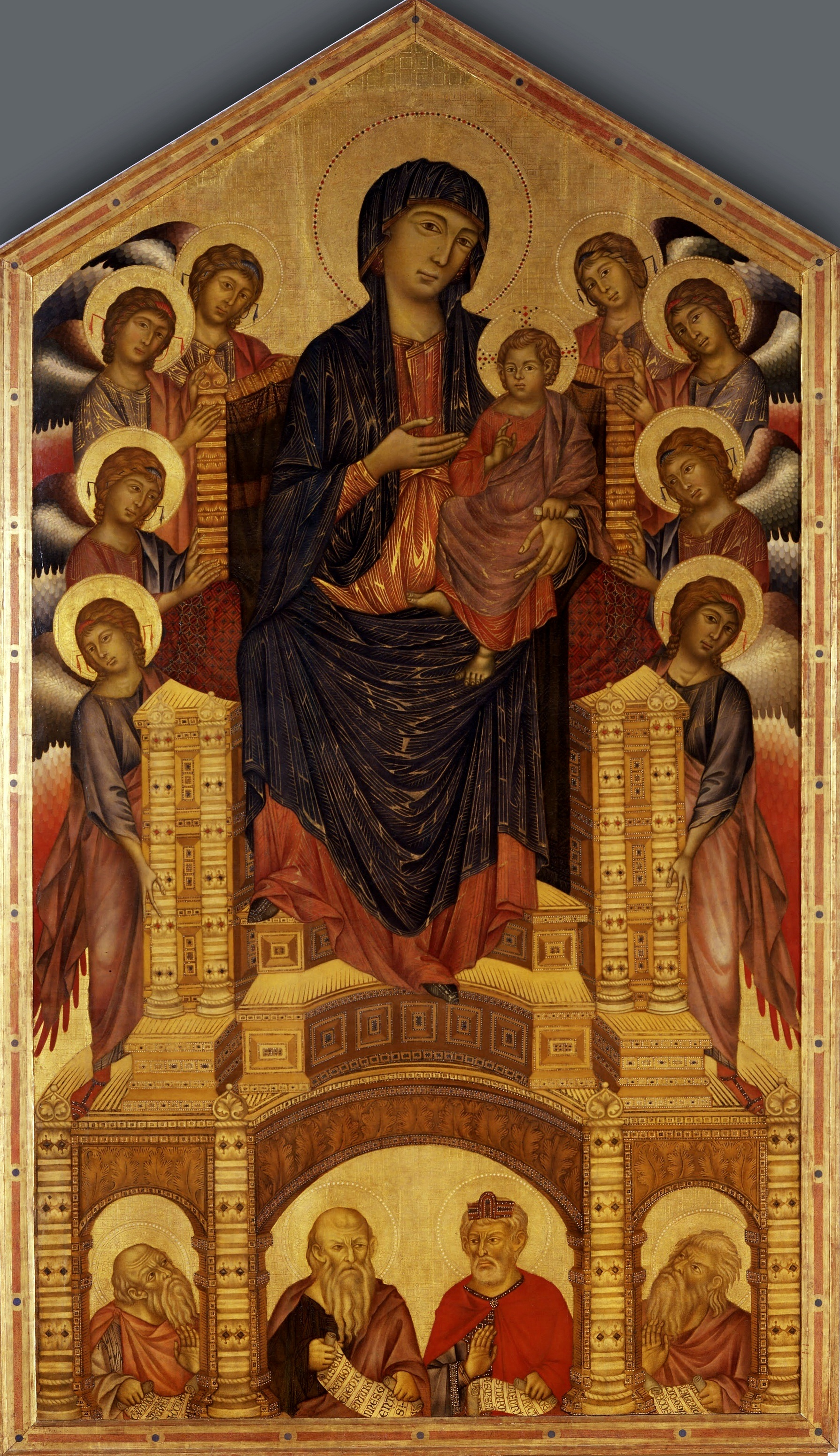
Maestà, 1280-1285, Galleria degli Uffizi, Florència
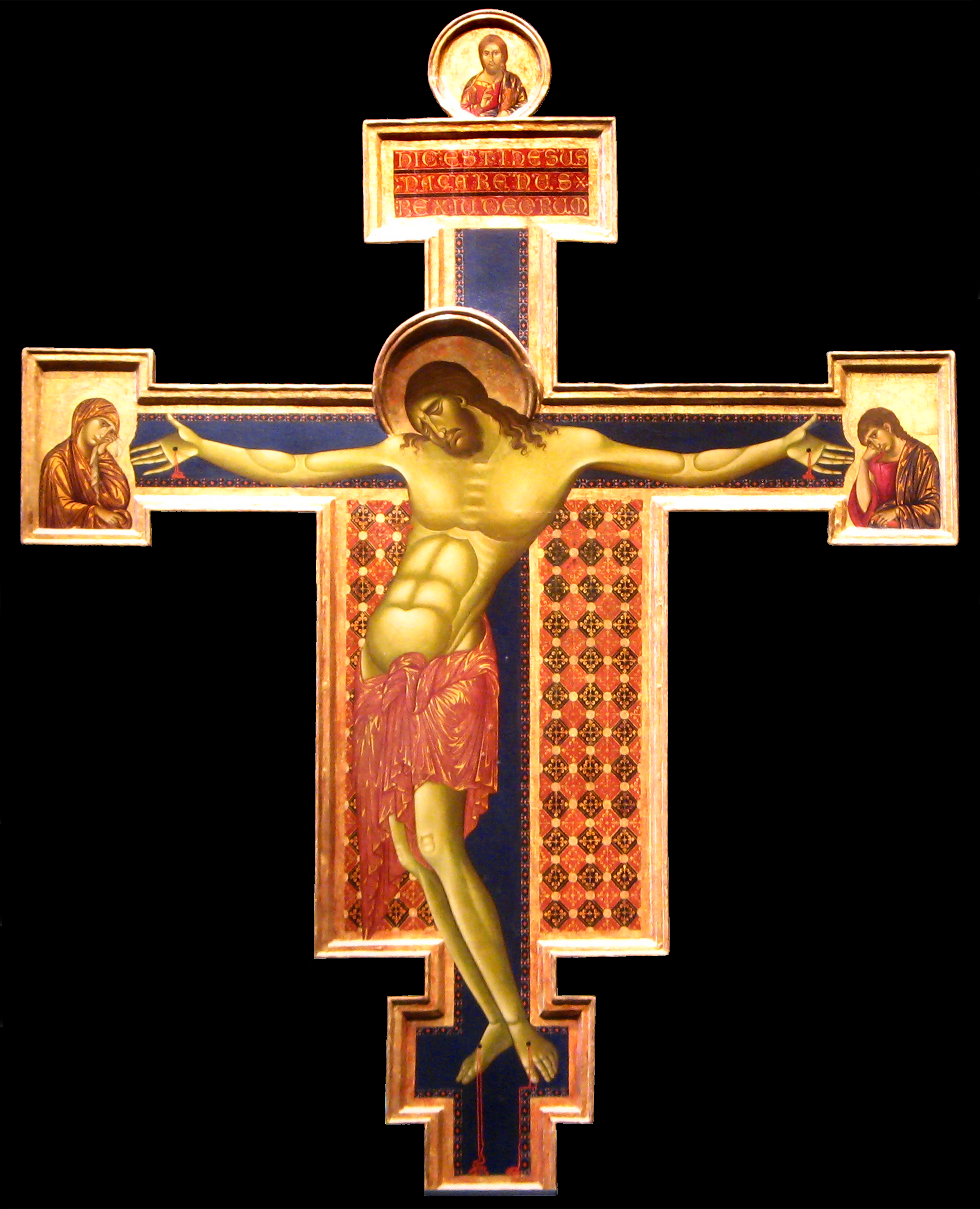
Crucifix, Chiesa di San Domunico, Arezzo
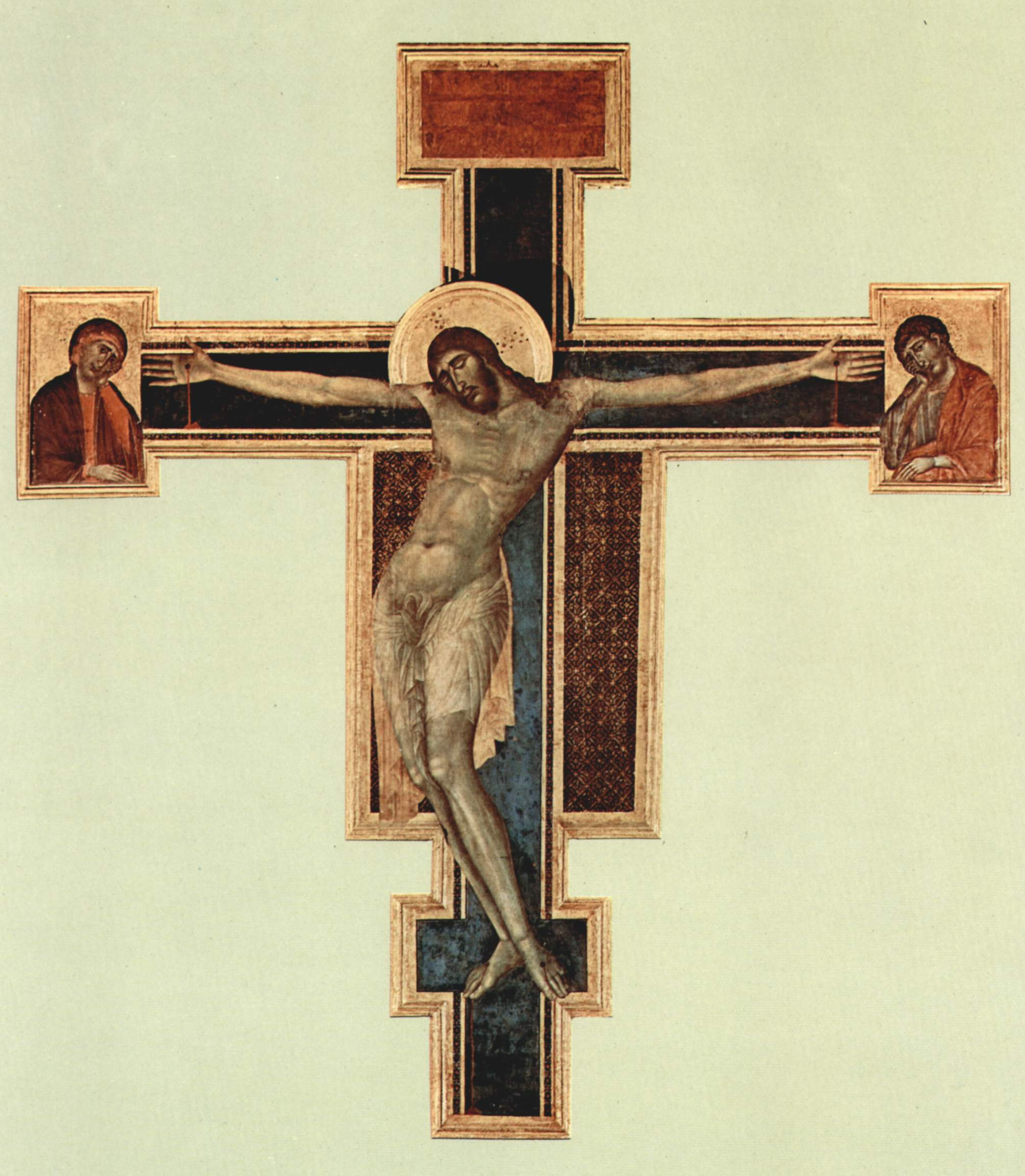
Crucifix, 1287-1288, panell, 448 x 390 cm, basílica di Santa Croce, Florència